# Сок Чанг (провинция)
Сок Чанг (на виетнамски: Sóc Trăng) (буквално: Лунна река) е виетнамска провинция разположена в регион Донг Банг Сонг Ку Лонг. На север граничи с провинциите Ча Вин и Вин Лонг, на юг с Бак Лиеу, на запад с Хау Жианг, а на изток с Южнокитайско море. Населението е 1 314 300 жители (по приблизителна оценка за юли 2017 г.).

## Административно деление
Провинция Сок Чанг се състои от един самостоятелен град-административен център Сок Чанг и осем окръга:
- Ке Сат
- Лонг Фу
- Ку Лао Дунг
- Ми Ту
- Ми Сюйен
- Тхан Чи
- Вин Тяу
- Нга Нам